# Georgiana Cavendish
Georgiana Cavendish, née Georgiana Spencer, est née le 7 juin 1757 à Althorp et est morte le 30 mars 1806 à Devonshire House. Duchesse de Devonshire, elle fut une aristocrate anglaise célébrée pour sa beauté et son esprit. Première épouse de William Cavendish, cinquième duc de Devonshire, elle sera la mère de William Cavendish. Elle sera également une ancêtre de la future Diana Spencer.  

## Biographie

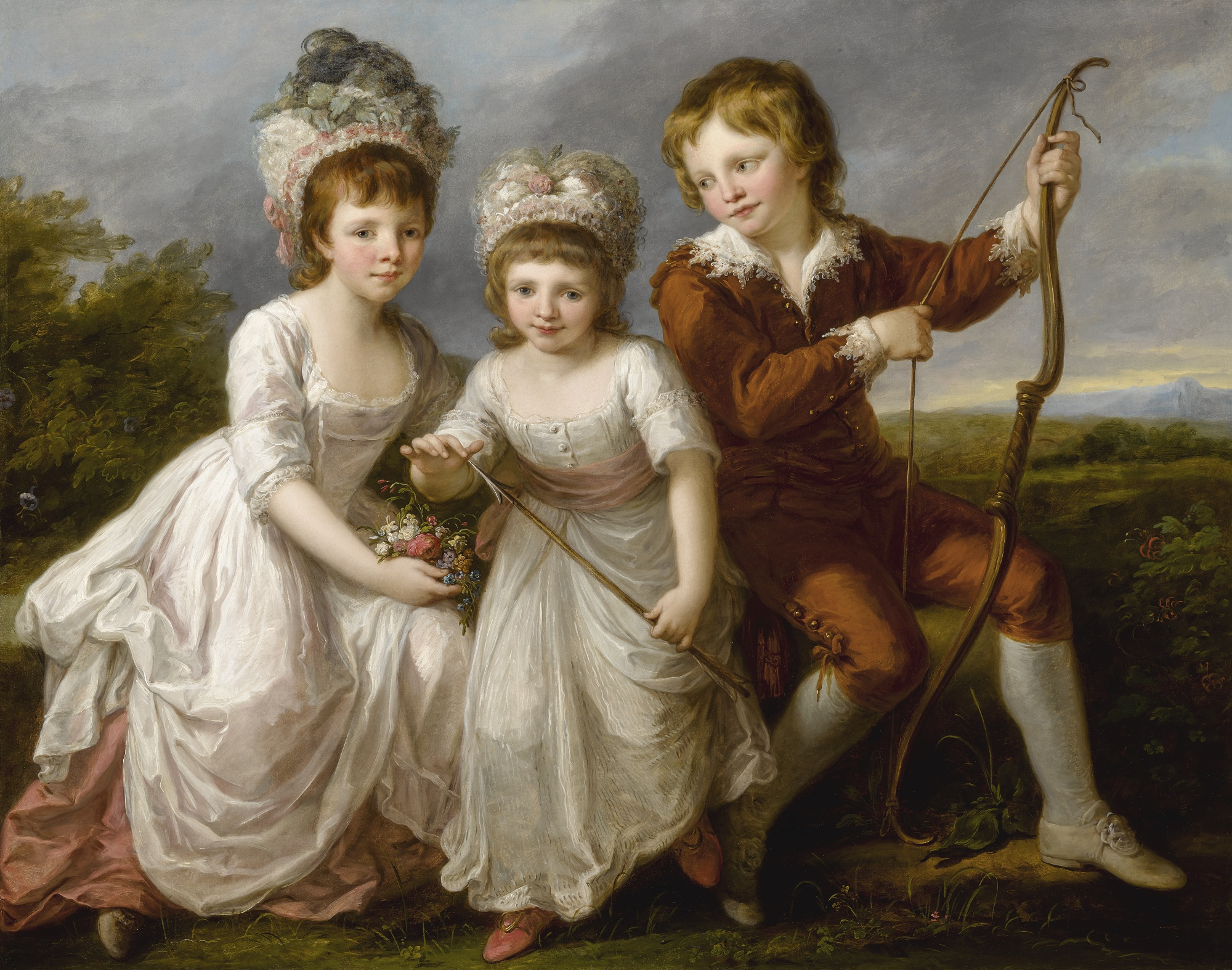
Trois enfants, probablement
Lady Georgiana Spencer, Lady Henrietta
et George, vicomte Althrop
Angelica Kauffmann, après 1766
Collection privée

Son père, John Spencer, 1er comte Spencer, était un arrière-petit-fils de John Churchill et sa mère, Margaret Georgiana Poyntz (en), la fille du diplomate Stephen Poyntz.
Aînée d'une fratrie comptant sa sœur Henrietta et son frère George, elle fut notamment la tante de Caroline Lamb, de John Spencer, de Frederick Spencer et de Georges Spencer entre autres.

### Vie politique
La famille Spencer ainsi que les Cavendish étaient d'actifs soutiens du parti whig.
Georgiana est une beauté célèbre et une femme du monde qui tient salon et réunit autour d'elle un grand cercle de personnalités littéraires et politiques. C'est une militante politique active, un siècle avant les suffragettes. Elle soutient Charles James Fox et fait campagne pour les Whigs et particulièrement pour un de ses cousins éloignés, Charles James Fox – alors que le roi (George III) et ses ministres tenaient la Chambre des communes.
Pour les élections générales de 1784, la duchesse aurait, d'après la rumeur, acheté des votes en faveur de Fox en échange de baisers. Cet épisode fut vilipendé par Thomas Rowlandson dans sa caricature Le Devonshire, ou la Méthode la plus référencée de sécuriser des votes.

Ainsi, un jour, alors qu'elle sortait de son carrosse, un éboueur irlandais s'est exclamé : « Amour et bénédiction, Madame, laissez-moi allumer ma pipe à la flamme de vos yeux ! », un compliment qu'elle rappelait souvent chaque fois que d'autres la complimentaient en répliquant, « Après le compliment de l’éboueur, tous les autres sont insipides. »
, 
Elle écrit (pense-t-on généralement) un roman épistolaire (The Sylph) paru anonymement en 1779 et des poèmes, dont le principal est le Passage du mont Saint-Gothard, traduit par Jacques Delille en 1802.

### Vie familiale

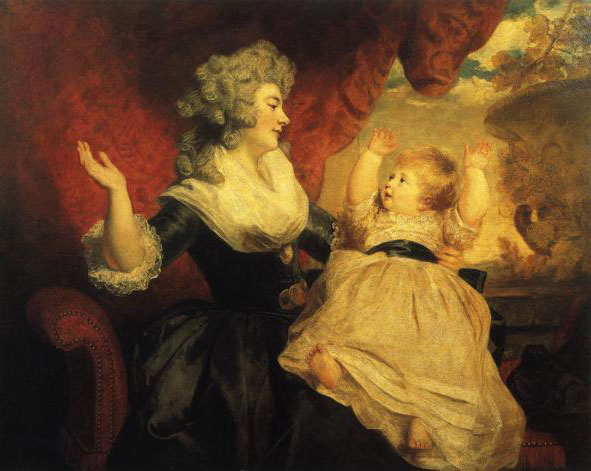
Joshua Reynolds : Georgiana, duchesse de Devonshire, 1786

Georgiana épouse le duc de Devonshire le 6 juin 1774, à la  veille de son dix-septième anniversaire. C’est un grand mariage qui réunissait deux grandes familles, mais dont le couple était très mal assorti. Cette union ne fut pas heureuse et le mariage des Cavendish a même été moqué par la pièce de Richard Brinsley Sheridan L'École de la médisance, où une jeune femme du pays, Lady Teazle, est trompée par les gens à la mode.
Le fait que la jeune duchesse ait, au début, des difficultés à avoir des enfants, était aussi une source d'inquiétude car les femmes de l’aristocratie étaient estimées autant pour leur fertilité que pour leurs dots et leurs relations. Elle fit plusieurs fausses couches avant de finalement donner naissance à deux filles, puis enfin à l'héritier tant attendu (et seul fils). Ce dernier, William George Spencer Cavendish, 6e duc de Devonshire (1790-1858) est mort célibataire. 
Ses deux filles étaient Georgiana Cavendish (1783-1858), qui a épousé George Howard, 6e comte de Carlisle (1773-1844) et Harriet Cavendish (1785-1862), qui a épousé Granville Leveson-Gower, 1er comte de Granville.
C'est Georgiana qui a présenté le duc à sa maîtresse et future seconde épouse, Lady Elizabeth Foster. Bess était la meilleure amie de Georgiana, qui a toléré ce « ménage à trois » pendant de longues années.
Georgiana a eu une liaison avec Charles Grey, 2e comte Grey, futur 1er ministre de 1830 à 1834), dont elle eut une fille en 1792, Eliza Courtney.
Lady Elizabeth Foster, dite « Bess », eut deux enfants du duc, un fils et une fille, avant leur mariage. Quand Georgiana mourut, le veuf régularisa sa liaison avec « Bess » Foster. À sa mort, son fils, celui de Georgiana, est devenu le 6e duc, mais lui-même mourut célibataire. Le titre échut à un cousin, William Cavendish, 7e duc de Devonshire (1808-1891), qui était le veuf de la nièce du 6e duc, Lady Blanche Howard, c'est-à-dire la petite-fille de Georgiana.
Parmi ses descendants, on compte Peregrine Cavendish, l'actuel duc de Devonshire (via sa petite-fille), Diana Spencer, princesse de Galles, William de Galles, prince de Galles, Henry de Sussex, duc de Sussex, ainsi que leurs enfants respectifs, et Sarah Ferguson (via son enfant illégitime Eliza Courtney).

### Mode et dettes
La duchesse est célèbre non seulement pour ses déconvenues matrimoniales, sa beauté, son bon goût et son efficacité dans les campagnes politiques, mais aussi pour son amour du jeu.
On a déclaré qu’à sa mort, elle était surendettée, bien que sa famille, les Spencer et la famille de son mari, les Cavendish, fussent immensément riches. 
Elle est morte le 30 mars 1806, à l’âge de 48 ans, de ce qu’on pense être un abcès du foie. Elle a été inhumée dans l'église de la Toussaint, à Derby.
Pendant les années de sa vie publique, Georgiana a été peinte par Thomas Gainsborough et Joshua Reynolds. Le célèbre tableau que Gainsborough fit d'elle avec un grand chapeau français a été perdu pendant de nombreuses années. Il avait été volé dans une galerie d'art de Londres par Adam Worth puis restitué à la Galerie d'art d'Agnew par Allan Pinkerton de l'agence policière américaine Pinkerton.  Il est apparu de nouveau à Sotheby à la fin du XXe siècle, et a été acheté par Andrew Cavendish, 11e duc de Devonshire.

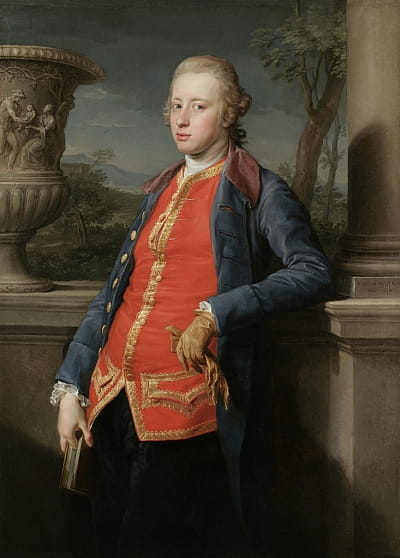
William Cavendish, 5educ de Devonshire Pompeo Batoni, 1768
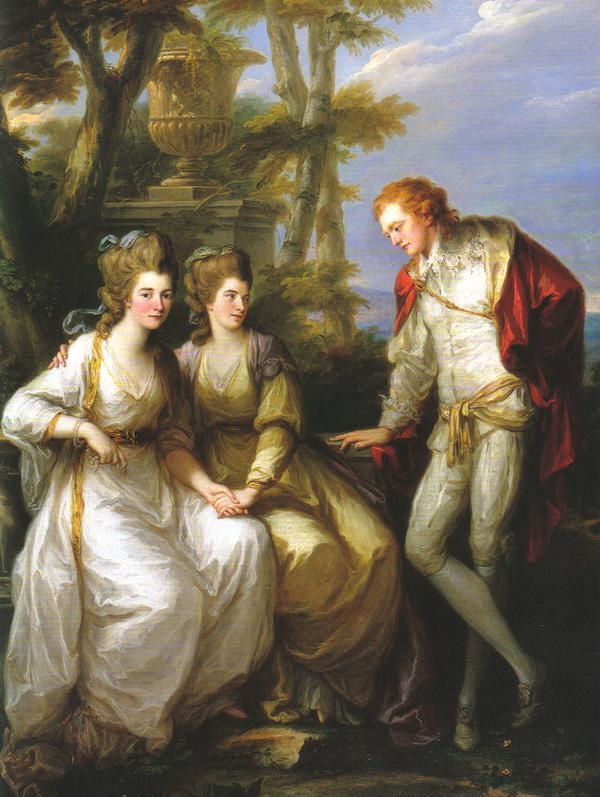
Lady Georgiana, sa sœur Lady Henrietta Frances (en) et son frère George John Spencer par Thomas Lawrence, vers 1780
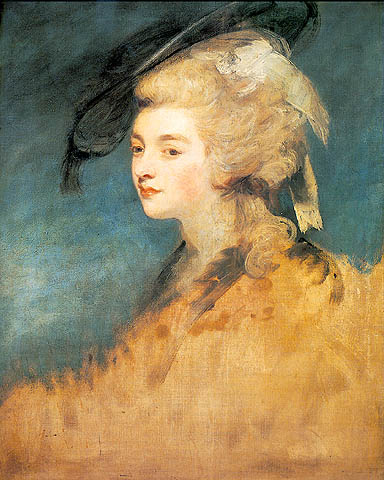
Georgiana Spencer, duchesse de Devonshire par Joshua Reynolds, vers 1780-1781.
La Duchesse de Devonshire par Thomas Gainsborough, 1783
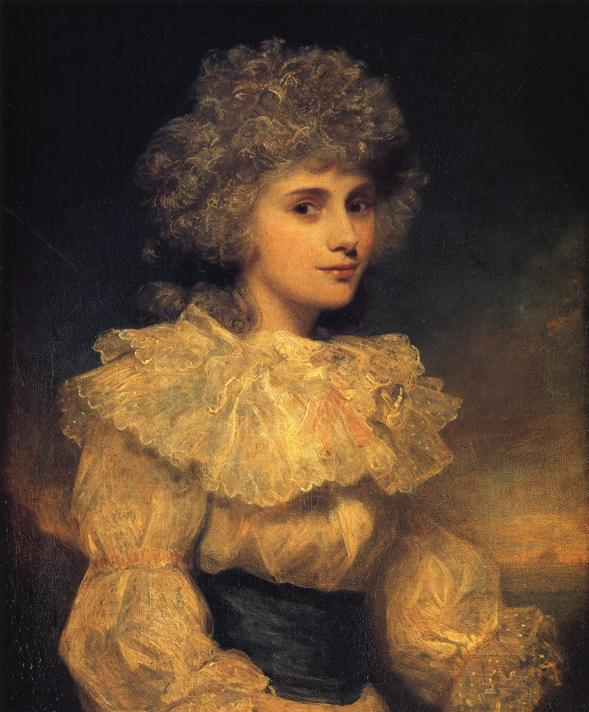
Lady Elizabeth Foster (Bess Hervey Foster) Sir Joshua Reynolds, 1787
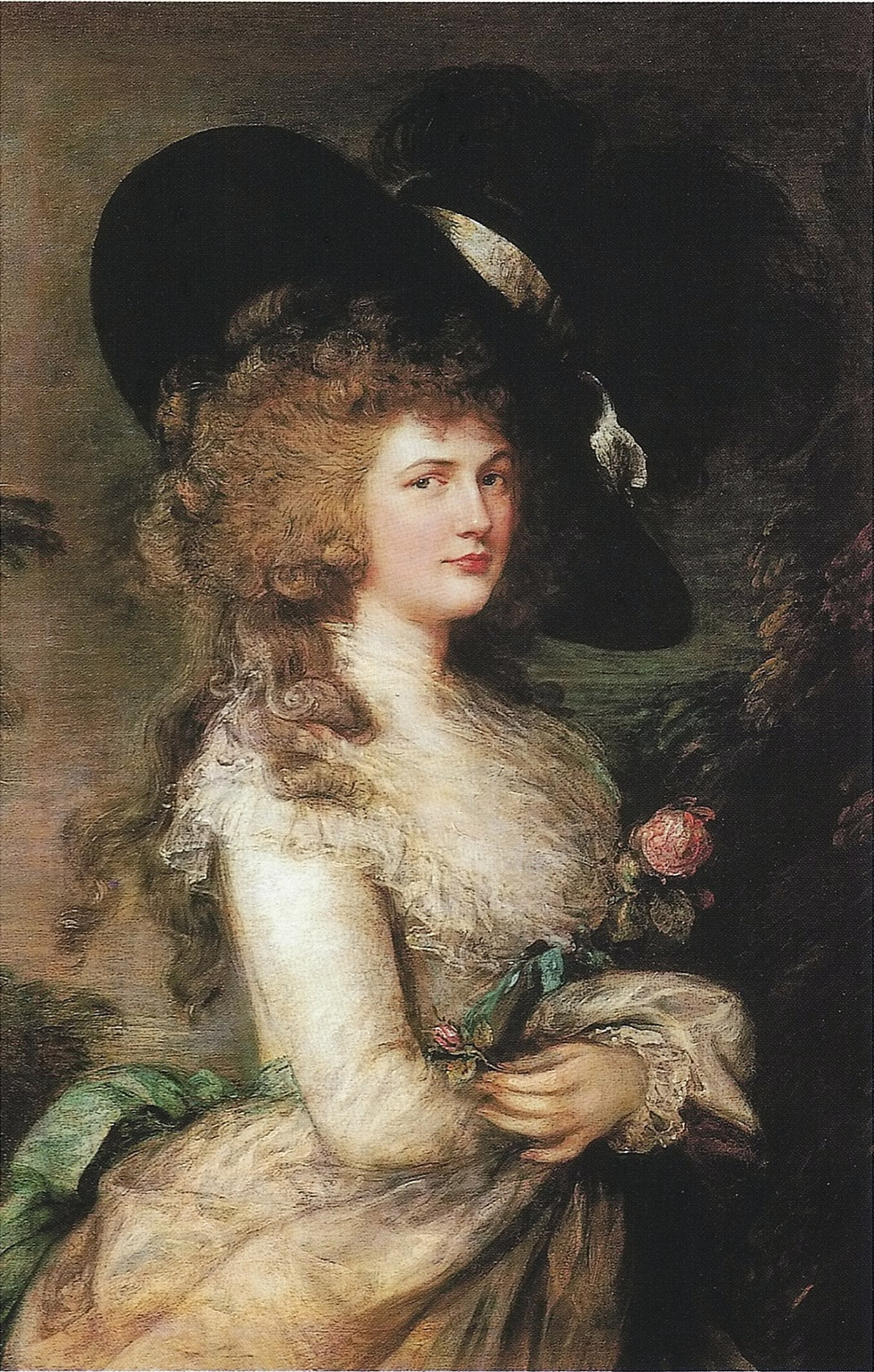
Georgiana, duchesse du Devonshire par Thomas Gainsborough, 1787 The Devonshire Collection

## Adaptations
- 2008 : The Duchess de Saul Dibb avec Keira Knightley (Georgiana Cavendish, duchesse de Devonshire) et Ralph Fiennes (William Cavendish), inspiré du livre Georgiana, Duchess of Devonshire de  Amanda Foreman.

## Source
Cet article comprend des extraits du Dictionnaire Bouillet. Il est possible de supprimer cette indication, si le texte reflète le savoir actuel sur ce thème, si les sources sont citées, s'il satisfait aux exigences linguistiques actuelles et s'il ne contient pas de propos qui vont à l'encontre des règles de neutralité de Wikipédia.
1. ↑  Catalogue Sotheby's
2. ↑  "Beauty — A natural compliment", The Every-day Book and Table Book; or, Everlasting Calendar of Popular Amusements, Sports, Pastimes, Ceremonies, Manners, Customs, and Events, Each of the Three Hundred and Sixty-Five Days, in Past and Present Times; Forming a Complete History of the Year, Months, and Seasons, and a Perpetual Key to the Almanac, Including Accounts of the Weather, Rules for Health and Conduct, Remarkable and Important Anecdotes, Facts, and Notices, in Chronology, Antiquities, Topography, Biography, Natural History, Art, Science, and General Literature; Derived from the Most Authentic Sources, and Valuable Original Communication, with Poetical Elucidations, for Daily Use and Diversion. Vol III., éd. William Hone, (Londres, 1838) p 344. Consulté le 11 juin 2008.
3. ↑  "The Disappearing Duchess", The New York Times, 31 juillet 1994. Consulté le 11 juin 2008.

- Notices d'autorité :   - VIAF
  - ISNI
  - BnF (données)
  - IdRef
  - LCCN
  - GND
  - Italie
  - Espagne
  - Pays-Bas
  - Pologne
  - Israël
  - NUKAT
  - Vatican
  - Tchéquie
  - WorldCat